# Euphyia finitima
Euphyia finitima är en fjärilsart som beskrevs av Paul Dognin 1901. Euphyia finitima ingår i släktet Euphyia och familjen mätare. Inga underarter finns listade i Catalogue of Life.